# Phyllodactylus paucituberculatus
Phyllodactylus paucituberculatus — вид геконоподібних ящірок родини Phyllodactylidae. Ендемік Мексики.

## Поширення і екологія
Phyllodactylus paucituberculatus відомі за голотипом, зібраним в долині річки Купатіціо, притоки річки Бальсас, в штаті Мічоакан на заході Мексики. Вони живуть в тріщинах серед скель, в сухих тропічних лісах і чагарникових заростях.